# Marguerite Duras
Marguerite Germaine Marie Donnadieu (francosko: [maʁɡ(ə)ʁit ʒɛʁmɛn maʁi dɔnadjø]), poznana kot Marguerite Duras (francosko: [maʁɡ(ə)ʁit dyʁas]), francoska pisateljica, dramatičarka, scenaristka, esejistka in  filmska ustvarjalka, * 4. april 1914, Gia Định, Kočinčina, † 3. marec 1996, Pariz, Francija.

## Zgodnje življenje in izobrazba
Marguerite Duras, rojena kot Donnadieu, se je rodila 4. aprila 1914 v Gia Địnhu v Kočinčini, južnem delu Francoske Indokine (današnjem Vietnamu). Starša, Marie (1877–1956) in Henri Donnadieu (1872–1921), sta opravljala poklic učitelja. Imela je dva brata, starejšega Pierra in mlajšega Paula.
Njen oče je zbolel in se vrnil v Francijo, kjer je leta 1921 umrl. Med leti 1922 in 1924 je Duras z družino živela v Franciji, kasneje pa so se vrnili v Francosko Indokino. Mati se je s tremi otroki težko finančno preživljala in denar slabo vložila v izolirano posest in riževa zemljišča, kar je Marguerite Duras opisala v romanu Un barrage contre le Pacifique (Boj z morjem).
Leta 1931 se je družina preselila nazaj v Francijo, kjer je sedemnajstletna Marguerite uspešno opravila prvi del mature. Kot tuji jezik si je izbrala vietnamščino, ki jo je sicer govorila tekoče. Leto kasneje se je z družino vrnila v Sajgon, kjer je njena mati dobila učiteljsko mesto. Duras je tam nadaljevala šolanje na liceju Chasseloup-Laubat in končala še drugi del mature, ki je specializiral iz filozofije.
Jeseni 1933 se je preselila v Pariz, leta 1936 diplomirala iz javnega prava in kasneje iz politične ekonomije, obenem pa obiskovala predavanja iz matematike. Študij je končala leta 1937 ter se zaposlila na francoskem Ministrstvu za kolonije. Poročila se je dve leti kasneje s pisateljem Robertom Antelmejem, ki ga je spoznala v času študija.
V času med drugo svetovno vojno je od leta 1942 do 1944 delala za Vichyjsko vlado, hkrati je bila aktivna članica KPF (Komunistične partije Francije) in francoskega odporniškega gibanja. Durasin mož je bil leta 1944 zaradi sodelovanja v odporniškem gibanju deportiran v koncentracijsko taborišče v Buchenwaldu. Izkušnjo je komaj preživel, po Durasinih besedah je ob prihodu tehtal samo 38 kilogramov. Zanj je poskrbela in ga negovala, a sta se po njegovem okrevanju ločila.
Leta 1943 je izdala svoj prvi roman in začela uporabljati priimek Duras, ki je bil prevzet po imenu mesta Duras v francoskem departmaju Lot-et-Garonne, iz katerega je prihajal njen oče.
Leta 1950 se je njena mati iz Indokine vrnila v Francijo, obogatena z nepremičninskimi naložbami in vodenjem internata.

## Kariera
Marguerite Duras je bila avtorica številnih romanov, filmov, dramskih iger, esejev in kratkih leposlovnih del, med katerimi je najbolj znan delno avtobiografski roman L'Amant (1984), v slovenščino preveden kot Ljubimec. Opisuje njeno mladostno afero s kitajsko-vietnamskim moškim, zgodba njene adolescence pa se pojavlja še v drugih delih. Roman je leta 1984 prejel Goncourtovo nagrado in leta 1992 zaživel kot filmska verzija. Roman Boj z morjem je bil leta 1958 in 2008 prirejen v film.
Večja dela Marguerite Duras so še Moderato Cantabile (1958); Le Ravissement de Lol V. Stein (1964), v slovenščino prevedeno kot Zamaknjenost Lol V. Stein; ter igra India Song, ki jo je Duras leta 1975 režirala kot film. Prav tako je bila scenaristka filma Hiroshima mon amour (Hirošima, ljubezen moja), ki ga je režiral Alain Resnais. Durasini zgodnji romani so bili oblikovno precej konvencionalni in kritizirani s strani Raymonda Queneauja zaradi domnevnega romanticizma, a je z delom Moderato Cantabile njen slog postal bolj eksperimentalen. Bila je znana po svojem znanju dialoga. Čeprav ni pripadala nobeni literarni skupini, so jo najbolj povezovali s francoskim literarnim gibanjem novi roman (Nouveau Roman). Mnoga njena dela obravnavajo človeško spolnost in vsebujejo erotično-ljubezenske motive.
Leta 1971 je podpisala Manifest 343, seznam slavnih žensk, ki so s podpisom trdile, da so opravile splav, kar je bilo v takratni Franciji nezakonito.
Proti koncu svojega življenja je v znak slovesa izdala kratko avtobiografsko knjigo, katere zadnji zapis je nastal 1. avgusta 1995. Durasova je umrla v svojem pariškem domu, 3. marca 1996, stara 81 let.

## Osebno življenje
Med drugo svetovno vojno se je ločila od moža Roberta Antelmeja, v času njegove odsotnosti pa napisala kratko prozo La Douleur (1985), v slovenščino prevedena kot Bolečina. Še vedno poročena z Antelmejem je imela afero s pisateljem Dionysom Mascolom in kasneje rodila sina Jeana Mascola.
Duras je imela širok krog vplivnih prijateljev, od pisateljev, umetnikov in intelektualcev. Med njimi je bil tudi psihoanalitik Jacques Lacan, ki je Durasino delo Zamaknjenost Lol V. Stein pohvalil tudi v psihoanalitičnem smislu.
V zadnjih dvajsetih letih svojega življenja se je spopadala z zdravstvenimi težavami in bila leta 1980 hospitalizirana zaradi kombinacije alkohola in pomirjeval. Zaradi odvisnosti od alkohola je prestala tudi razstrupljanje. Oktobra 1988 je bila ponovno hospitalizirana ter padla v komo, ki je trajala do junija 1989. Kljub svojim zdravstvenim težavam je v tem času začela razmerje s homoseksualnim igralcem Yannom Andréo. Durasovi je pomagal pri zdravstvenih težavah, kar je sama tudi opisala v svojem zadnjem delu Yann Andréa Steiner.

## Nagrade in priznanja
- Prix de Mai 1958 za Moderato cantabile;
- Prix de la Tribune de Paris 1962 za L'Après-midi de Monsieur Andesmas;
- Sélection à la Mostra de Venise 1972 za film Nathalie Granger;
- Prix de l'Association française des cinémas d'art et d'essai 1975 za India Song;
- Prix Jean-Cocteau 1976 za film Des journées entières dans les arbres;
- Grand prix du théâtre de l'Académie française 1983;
- Prix Goncourt 1984 za L'Amant;
- Prix Ritz-Paris-Hemingway za L'Amant.